# Ofensiva de Kursk (2024-2025)
La ofensiva de Kursk o invasión ucraniana de Kursk fue una operación militar que inició el 6 de agosto de 2024 cuando las Fuerzas Armadas de Ucrania lanzaron una incursión en el óblast de Kursk en territorio ruso, alrededor de las 08:00 hora estándar de Moscú (UTC+3). 
Las unidades cruzaron desde el territorio de Ucrania y atacaron las aldeas de Nikoláievo-Dáryino y Oleshnya, defendidas solo por guardas fronterizos.
Se considera que el objetivo de la incursión fue atraer tropas rusas para frenar al ejército ruso en su avance sobre Pokrovsk, en el óblast de Donetsk y sobre Kúpiansk, en el óblast de Járkov.El gobierno ucraniano también afirmó que no se anexionaría el territorio conquistado, pero sí lo retendría indefinidamente como base en una hipotética negociación de paz con Rusia.
Las Fuerzas Armadas de Rusia lograron detener el avance ucraniano en la última semana de agosto de 2024. Para principios de septiembre, el alto mando ucraniano reconocía que el objetivo de distraer tropas rusas no se había cumplido ya que sus adversarios solo habían trasladado a Kursk unas pocas brigadas de infantería de marina, ninguna de las cuales estaba en Donetsk.Al contrario, las tropas ucranianas empleadas en la ofensiva no pudieron participar en la batalla del Dombás, donde Rusia aceleró su avance.Desde septiembre de 2024 hasta febrero de 2025, la guerra en Kursk consistió principalmente en ataques de artillería, aviación, drones e infantería a lo largo de una línea de frente por lo general estática. Para marzo de 2025, las fuerzas rusas lanzaron una contraofensiva en Kursk que logró retomar Sudzha, momento en el que las FFAA ucranianas comenzaron una retirada ordenada hacia Sumy, lo que algunos analistas consideraron el final de facto de este frente. El Ministerio de Defensa ruso por su parte, consideró la operación contraofensiva como operativa hasta el 26 de abril de 2025, cuando la mayoría del territorio de la región volvió a estar bajo control ruso y comenzaron trabajos de desminado.

## Desarrollo

### 6 de agosto
El 6 de agosto de 2024, los combatientes ucranianos, equipados con tanques y vehículos blindados, cruzaron a territorio ruso. El Ministerio de Defensa ruso respondió enviando tropas y unidades de aviación a la zona. Según Rusia, la incursión la formaron alrededor de 300 tropas ucranianas, 11 tanques y más de 20 vehículos blindados de combate, y estuvo dirigida en dos direcciones: hacia Oleshnya en dirección a Sudzha, al este de Sumy, y hacia Nikoláievo-Dáryino, al noreste de Sumy.Miembros del batallón checheno «Ajmat», comando spetsnaz perteneciente a la Guardia Nacional de Rusia, respondieron al ataque.
El ataque comenzó a las 08:00 MSK y, a las 08:20, las fuerzas rusas afirmaron haber obligado a los ucranianos a cruzar la frontera, supuestamente infligiéndoles pérdidas significativas. Moscú publicó vídeos que supuestamente mostraban tanques ucranianos siendo atacados desde el aire. Se publicaron imágenes en las redes sociales con supuestos aviones de combate rusos volando a baja altura sobre el óblast de Kursk para repeler el ataque. Alekséi Smirnov, gobernador en funciones de la óblast de Kursk, informó que tres personas murieron durante los hechos: una mujer en la incursión fronteriza y dos individuos en ataques con drones.Los blogueros militares rusos definieron los ataques como «infructuosos» y como un «truco mediático».Blogueros rusos afirmaron que la ofensiva estaba siendo llevada a cabo por el Cuerpo de Voluntarios Rusos (RDK), una unidad militar contraria a Putin, mientras que la Nueva Voz de Ucrania, citando una fuente de la Inteligencia Militar Principal de Ucrania, informó que el RDK no estaba presente.La Legión de la Libertad de Rusia, que acompañó al RDK en una incursión a principios de este año se negó a comentar si estaban participando en el ataque.

### 7 de agosto

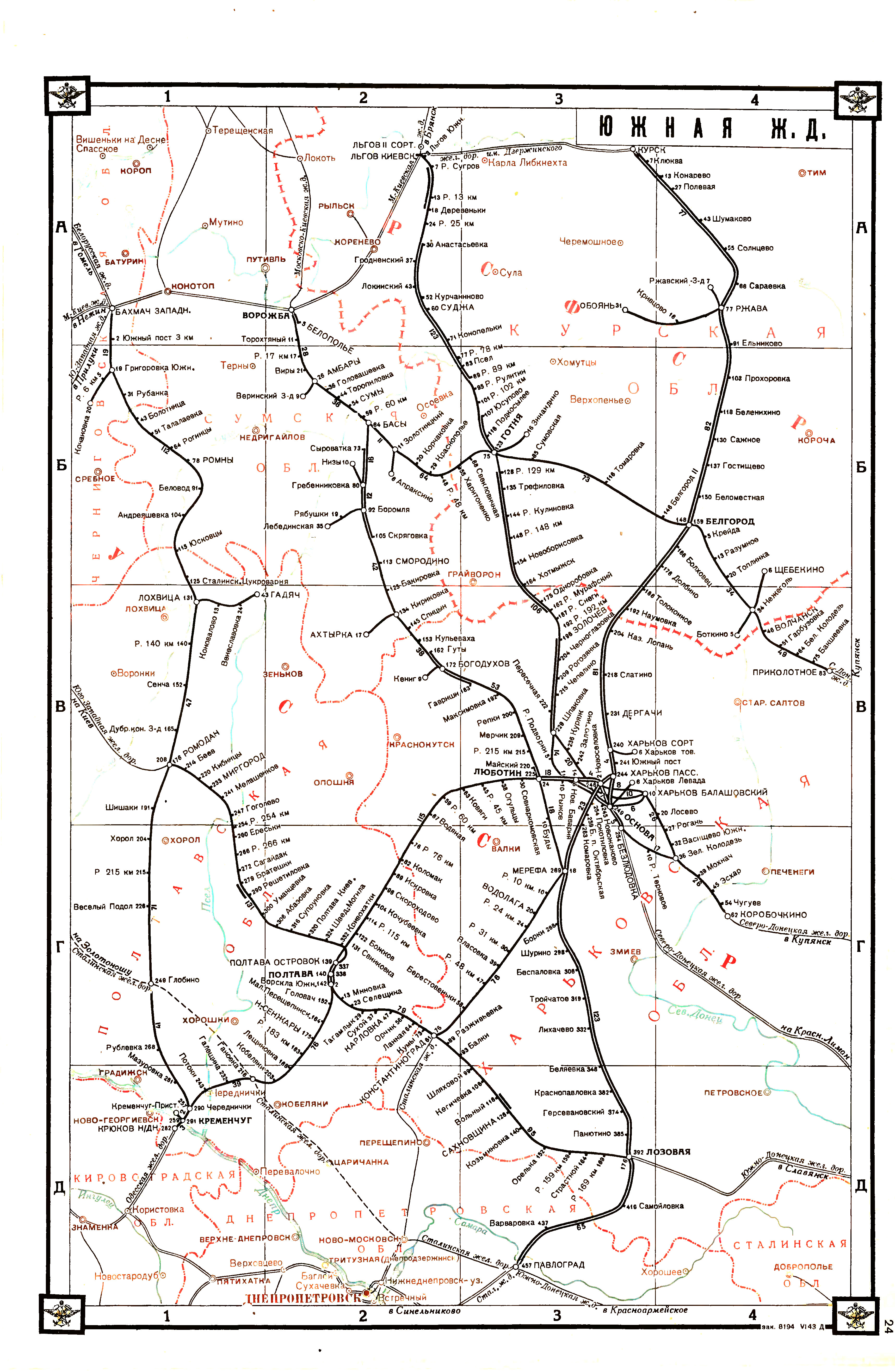
El mapa ferroviario ucraniano de 1943 muestra a Sudzha en el cuadrante A2 en el km 60 de la línea principal Lgov- Gotnya-Zólochiv a Járkov.

El 7 de agosto, las fuerzas rusas continuaron sus intentos de hacer retroceder a las fuerzas ucranianas del óblast de Kursk.El presidente Vladímir Putin ordenó a las agencias gubernamentales que «proporcionaran la asistencia necesaria a los residentes», y el vice primer ministro Denis Manturov fue enviado a supervisar el trabajo.Se declaró el estado de emergencia en la región y la portavoz del Ministerio de Asuntos Exteriores ruso, María Zajárova, protestó por «el régimen criminal de Kiev» y dijo que «todo esto sólo refuerza la sensación de impunidad de los neonazis ucranianos». El gobernador en funciones de la región de Kursk, Alekséi Smirnov, anunció que las autoridades habían preparado la noche anterior albergues para 2500 evacuados de las zonas fronterizas. Putin se reunió con miembros clave del establishment de seguridad, incluidos Valeri Guerásimov, Aleksandr Bórtnikov, Serguéi Shoigú y Andréi Beloúsov, para discutir sobre la incursión en Kursk.
Imágenes geolocalizadas confirmaron que las fuerzas ucranianas habían avanzado al menos 10 kilómetros (6,2 mi) sobre territorio ruso, habiendo penetrado al menos dos líneas defensivas rusas y una fortaleza.Fuentes rusas indicaron que las fuerzas ucranianas estaban intentando avanzar a lo largo de la carretera 38K-030 Sudzha-Kórenevo, y un conocido bloguero militar afín al Kremlin afirmó que a las 18:00 hora local del 7 de agosto, las fuerzas ucranianas habían avanzado tanto hacia el noroeste como hacia el sureste a lo largo de la carretera, y que luchaban en las afueras de Kórenevo y Sudzha.Además, imágenes geolocalizadas mostraron a soldados ucranianos capturando al menos a 40 prisioneros de guerra rusos, además de luchar dentro de los límites de la ciudad de Sudzha, con las fuerzas ucranianas capturando una gasolinera y el punto de control de entrada.El parlamentario ucraniano Oleksii Goncharenko informó de que las fuerzas ucranianas habían capturado el centro de gas de Sudzha que alimenta el gasoducto Urengói-Pomary-Úzhgorod hacia el resto de Europa. Además, hubo informes de enfrentamientos en un pueblo a 24 km (14,9 mi) de la frontera.

### 8 de agosto
RIA Nóvosti informó que cuatro personas murieron como resultado de ataques de las fuerzas armadas ucranianas en la región mientras los combates continuaban por tercer día. Blogueros militares rusos afirmaron que «Sudzha está básicamente perdida para nosotros» y que las fuerzas ucranianas estaban avanzando hacia Lgov. Las fuerzas ucranianas lograron controlar la parte occidental de Sudzha y las carreteras circundantes; las escaramuzas continuaron durante el resto del día. Según informes,[¿cuál?] la zona de combate se había ampliado a 430 kilómetros cuadrados y las fuerzas ucranianas habían entrado en el asentamiento de Mirny y habían tomado el control de los pueblos de Kazachya, Loknya, Bogdánovka, 1.er Knyázhiy y 2.º Knyázhiy. Se produjeron escaramuzas en el pueblo de Snágost.

### 9 de agosto
Según algunas informaciones, las tropas ucranianas habían capturado entre 100–200 kilómetros cuadrados de territorio. Un convoy de tropas rusas fue destruido en un ataque de HIMARS en la aldea de Oktyábrskoye mientras se desplazaba por la ruta que conecta el distrito de Glushkovski y Kursk. Las imágenes del ataque mostraron docenas de vehículos en llamas. Las fuerzas ucranianas estiman que murieron entre 500 y 1000 soldados rusos. Aptí Alaudínov, el comandante del batallón checheno «Ajmat» que había estado estacionado en Bélgorod y Kursk desde la última incursión, informó a los medios rusos que él y sus fuerzas no atacaron a las tropas ucranianas cuando pasaron por sus posiciones, sino que optaron por retirarse hasta que pudieran llegar más refuerzos rusos, mientras que algunos blogueros militares rusos afirmaron que huyeron de la batalla. Alaudínov ha sido hasta ahora el único comandante de las fuerzas armadas rusas en admitir que las fuerzas ucranianas controlan los asentamientos a lo largo de la frontera.
En el óblast de Lípetsk, se produjo un intenso ataque con drones que las autoridades rusas atribuyeron a Ucrania. Al menos seis personas resultaron heridas y se ordenó la evacuación de cuatro aldeas.Ucrania afirmó posteriormente que había atacado la base aérea de Lípetsk y destruido aviones militares y almacenes de municiones. Rusia confirmó que la base fue atacada. A las 23 horas de Moscú, el Comité Antiterrorista Nacional de Rusia declaró una «operación antiterrorista» en las óblasts de Kursk, Bélgorod y Briansk.

### 10 de agosto
El avance ucraniano en la región de Kursk se habría detenido en gran medida por los refuerzos rusos y la situación se estabilizó, pero las fuerzas ucranianas no pudieron ser repelidas y continuaban manteniendo el territorio capturado. Las tropas ucranianas lanzaron una pequeña incursión en el óblast de Bélgorod y el 252.º Batallón participó en enfrentamientos en la aldea de Poroz, raión de Gráivoron, y más tarde afirmó haberla capturado. Las Fuerzas Armadas rusas afirmaron haber recuperado el control de la aldea de Majnovka al este de Sudzha.

### 11 de agosto

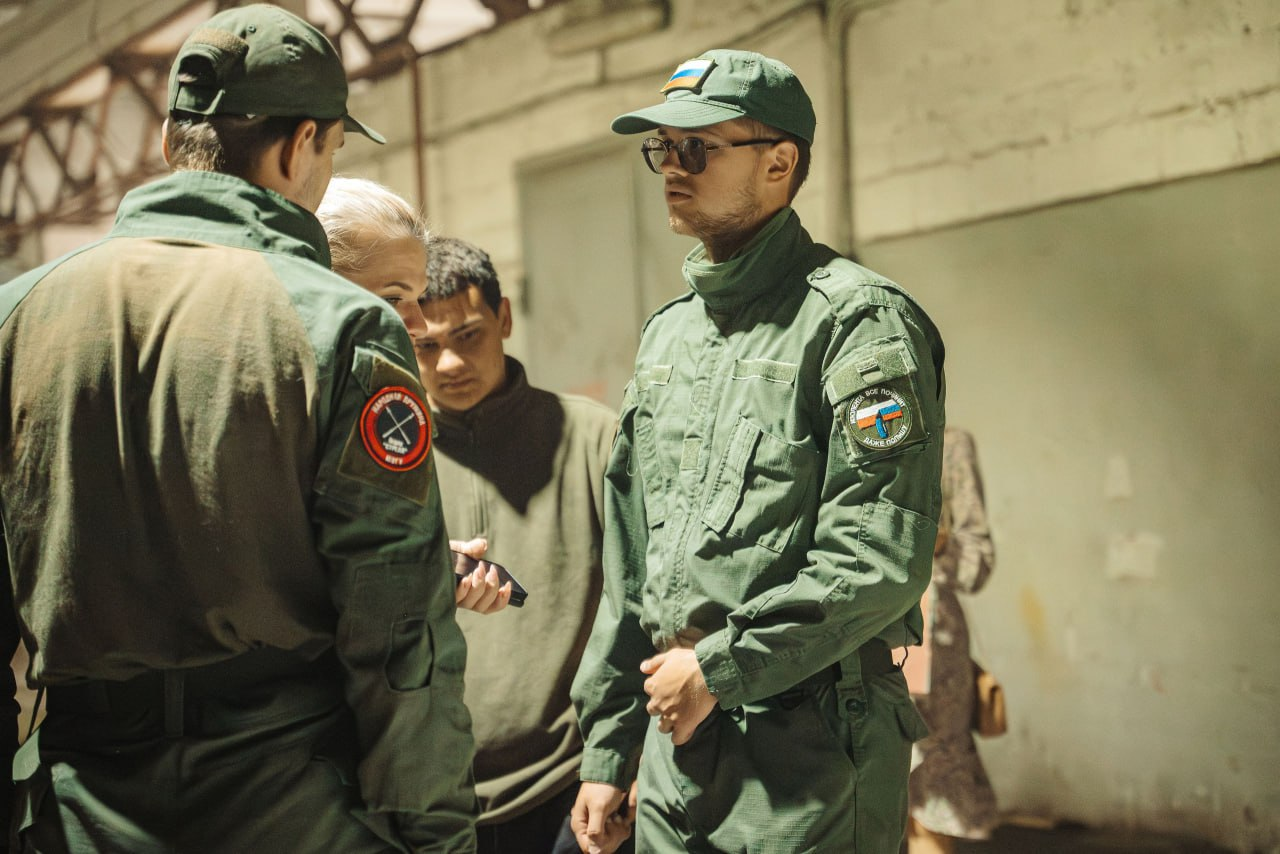
Tropas de las Fuerzas Armadas de Rusia apoyando en labores humanitarias en Kursk.

En su informe matutino, el Ministerio de Defensa ruso anunció la destrucción de cuatro misiles tácticos Tochka-U y 14 drones en los cielos de la región de Kursk durante la noche. En la noche del 11 de agosto, las Fuerzas Armadas de Ucrania entraron en el distrito de Belovsky, situado al sureste del distrito de Sudzhansky, lo que fue confirmado por el jefe del distrito y el gobernador en funciones. El jefe del distrito recomendó que quienes ya habían evacuado no regresaran. El medio de comunicación ruso Proekt afirmó que la zona de combate había aumentado a 720 km².

### 12 de agosto
El 12 de agosto, las autoridades rusas iniciaron la evacuación de la población civil del raión de Krásnaya Yaruga como resultado de la creciente incursión ucraniana. El gobernador de la región de Kursk, Smirnov, declaró el mismo día que Ucrania ocupó 28 asentamientos en la región con una población total de 2.000 habitantes.
Los soldados ucranianos publicaron un vídeo de ellos mismos conduciendo por el centro de Sudzha, afirmando que el centro de la ciudad estaba bajo su control.

### 13 y 14 de agosto
A pesar de que durante la primera semana, según las autoridades de Kiev, la ofensiva consiguió adentrarse en torno a 30 kilómetros en territorio ruso, a lo largo de los días 13, 14 y 15 de agosto, las tropas ucranias apenas habrían avanzado cuatro kilómetros ante la creciente contraofensiva militar de Rusia. Mientras tanto continuaba la evacuación de los habitantes en las zonas afectadas que, según las autoridades rusas, podrían ser 200 000 personas.
Según se informa, el número de soldados rusos capturados verificados mediante pruebas en vídeo aumentó a 265.

### 15 de agosto
El comandante militar ucraniano Oleksander Syrskyi anunció el establecimiento de una administración militar ucraniana en la región de Kursk que será encabezada por el general Eduard Moskaliov, añadiendo que 82 asentamientos en la región estaban ahora bajo el control de Kiev.En su discurso vespertino, Zelensky dijo que las fuerzas ucranianas habían tomado el control total de Sudzha.
102 militares rusos del 488.º Regimiento de Guardias y del Batallón «Akhmat» fueron hechos prisioneros por el Grupo Alfa ucraniano.
Periodistas de la cadena italiana RAI y de la cadena ucraniana Hromadske visitaron la zona de Sudzha y entrevistaron a los residentes.

### 16 de agosto
La 80.ª Brigada de Asalto Aerotransportado de las Fuerzas Armadas de Ucrania publicó un vídeo que muestra la destrucción de un puesto ruso y la captura de más de 50 soldados rusos durante las primeras horas de la incursión.
Se informó que las tropas ucranianas habían entrado en el pueblo de Vyazovoye en el Óblast de Bélgorod.
Se informó que Rusia estaba contratando a excavadores para construir trincheras cerca de Lgov y Chermoshnoy.Las imágenes satelitales mostraron que las trincheras rusas en la región empezaron a ser construidas días antes.
El puente principal sobre el río Seim en Glushkovo fue destruido por el ejército ucraniano, aproximadamente a 50 kilómetros al oeste del territorio ruso que actualmente está bajo control de Ucrania. La pérdida del puente podría dificultar la reubicación por vía terrestre de los aproximadamente 20.000 civiles que se encuentran en el distrito.
El Ministerio de Cultura e Información Política de Ucrania publicó fotografías del monumento a Vladimir Lenin en Sudzha que fue demolido por las fuerzas ucranianas.

### 17 de agosto
Según se informa, las fuerzas rusas volaron dos puentes cerca de Tyotkino y Popovo-Lezhachi después de retirarse de la orilla derecha del río Seym en la zona.
Las Fuerzas Armadas de Ucrania reivindicaron la captura de la aldea de Korenevo, pero el Ministerio de Defensa ruso calificó el asentamiento de disputado.

### 18 de agosto
Las fuerzas ucranianas destruyeron otro puente sobre el río Seim cerca de Zvannoye.
Los marines del 501.º Batallón de Infantería Naval Independiente publicaron un vídeo de ellos derribando la bandera rusa del edificio municipal de Apanasovka.

### 19 de agosto
Rusia afirmó que el ejército ucraniano destruyó el tercer y último puente sobre el río Seim en el distrito de Korenevsky, lo que podría provocar complicaciones logísticas en más de 700 kilómetros cuadrados de territorio ruso.
En su discurso vespertino, el presidente Zelenskyy dijo que las fuerzas ucranianas tenían el control de 92 asentamientos en la región de Kursk y 1.250 kilómetros cuadrados de territorio ruso.

### 20 de agosto
El Ministerio del Interior ruso advirtió a los residentes de las provincias de Bryansk, Kursk y Belgorod contra el uso de sitios web de citas en línea y cámaras de seguridad, citando preocupaciones de que las fuerzas ucranianas estuvieran recopilando información. Yunus-Bek Yevkurov, actual subdirector del Ministerio de Defensa ruso, fue designado como adjunto de Andrei Belousov en el Consejo de coordinación de cuestiones de seguridad de los territorios limítrofes. Belousov informó que Yevkurov ya estaba en la provincia de Kursk ese día.
El Ministerio de Defensa de Ucrania afirmó haber avanzado hacia las aldeas de Novoivanovka y Kul'baki. También afirmó que Korenevo estaba siendo atacado desde el sur. También se afirmó que el asentamiento en la carretera Sudzha-Kursk-Martynovka estaba bajo el control de Ucrania, que también afirmó haber tomado Plekhovo en el sur, pero afirmó que Borki, Kamyshnoye y Gir'i estaban bajo control ruso.

### 21 de agosto
Ucrania afirmó haber destruido varios puentes de pontones utilizados por las fuerzas rusas a lo largo del río Seim.
La Fuerza Aérea Rusa llevó a cabo 17 ataques aéreos utilizando 27 bombas aéreas guiadas dentro del territorio ruso controlado por Ucrania.
El Ministerio de Defensa ruso afirmó que sus fuerzas habían repelido los ataques ucranianos desde Komarovka, Korenevo, Malaya Loknya y Russkaya Konopelka y habían atacado a soldados ucranianos cerca de ocho aldeas en el óblast de Kursk y nueve aldeas en el óblast de Sumy.
La 22.ª Brigada Mecanizada Independiente de Ucrania publicó un vídeo que muestra a un grupo de más de 15 soldados rusos hechos prisioneros.

### 22 de agosto
Los avances ucranianos se han visto ralentizados hasta volverse marginales, a pesar de que el ejército ruso no ha trasladado a Kursk unidades desde la región de Donetsk, que es donde está llevando a cabo su ofensiva principal.
La aviación ucraniana publicó un vídeo en el que se ve un ataque con bombas de alta precisión GBU-39 de fabricación estadounidense contra un «punto fuerte de un pelotón» ruso. Según los informes, fueron alcanzados «un puesto de mando de vehículos aéreos no tripulados, una unidad de guerra electrónica, equipos, armamento» y hasta 40 efectivos rusos.

### 23 de agosto
Los soldados rusos se atrincheraron en la prisión de mujeres n.º 11 de la localidad de Malaya Loknya, convirtiendo el edificio en una auténtica «fortaleza», utilizando torres de vigilancia como posiciones de tiro y haciendo trincheras, entre otras defensas. Los guardias de la prisión también participaron junto a las tropas rusas en la defensa de la instalación, que se sabía que tenía una capacidad de acogida para 200 prisioneras. Las tropas ucranianas sitiaron la instalación.

### 24 de agosto
Los blogueros militares rusos afirmaron que Rusia había recuperado Borki.

### 25 de agosto
En su discurso vespertino, el presidente Zelensky afirmó que las fuerzas ucranianas habían avanzado entre uno y tres kilómetros, lo que resultó en la captura de dos asentamientos más no especificados, y que se estaban llevando a cabo operaciones activas en otro.

### 26 de agosto
El frente se encuentra prácticamente estabilizado.

### 27 de agosto
Oleksandr Sirski, comandante en jefe de las Fuerzas Armadas Ucranias, estima en 30.000 los soldados rusos movilizados para repeler su ofensiva en Kursk, si bien admite que no proceden de los sectores del frente en los que los ucranianos se encuentran en mayores dificultades.

### 29 de agosto
Las fuerzas rusas recuperaron completamente Korenevo.

### 30 de agosto
El comandante militar ucraniano Oleksandr Syrskyi dijo que sus fuerzas habían avanzado hasta 2 km (1,2 millas) en algunas áreas y tomaron el control de 5 km² ( 1,9 millas cuadradas) de territorio ruso.
100 miembros de la Brigada del Oso, una empresa militar privada rusa, dijeron que se replegarían desde Burkina Faso hacia el óblast de Kursk para luchar contra las fuerzas ucranianas.

### 5 de septiembre
El presidente Zelensky afirmó que 60.000 tropas rusas habían sido redistribuidas desde las provincias de Zaporiyia y Jersón a la provincia de Kursk y que se había reducido el número de proyectiles rusos disparados en las primeras áreas.

### 7 de septiembre
En la región de Kursk, las fuerzas ucranianas afirmaron haber destruido dos puentes de pontones sobre el río Seym y un sistema de defensa aérea de Osa utilizando bombas SDB y cohetes HIMARS.

### 10 de septiembre
El ejército ruso ha sido capaz de erigir más puentes de pontones para reemplazar los destruidos por los misiles ucranianos. Algunas fuentes consideran que está en marcha una contraofensiva rusa en el sector más occidental del saliente. El ataque se produce tras haber retirado el ejército ucraniano algunas de sus mejores unidades por el colapso del frente de Donetsk y Pokrovsk.

### 11 de septiembre
Según se informa, las operaciones de contraofensiva rusas en el distrito de Korenevsky de la provincia de Kursk continuaron; algunas fuentes rusas afirmaron que se habían recuperado hasta 165 kilómetros cuadrados y Alaudinov afirmó que se habían recuperado "unos 10 asentamientos". Estas operaciones se produjeron en medio de un redespliegue ucraniano de tropas de la provincia de Kursk hacia los combates cerca de Pokrovsk, lo que, según un bloguero militar ucraniano, dio a las fuerzas rusas la ventaja en Kursk. Uno de los objetivos de la contraofensiva, según se informa, era liberar a las tropas rusas aisladas entre el río Seym y Ucrania.
Otro pelotón ruso que intentaba cruzar un puente de pontones sobre el río Seym fue bombardeado con cohetes HIMARS.

### 12 de septiembre
La contraofensiva rusa ha logrado retomar 10 localidades ocupadas por los ucranianos. Según fuentes occidentales, el ejército ruso ha acumulado unos 38.000 hombres en el sector de Kursk, incluyendo brigadas de infantería de marina y de asalto traídas de otros frentes como Jersón.

### 13 de septiembre
Las fuerzas ucranianas lograron nuevos avances confirmados al suroeste de Glushkovo, avanzando tres kilómetros desde la frontera con Rusia al sur de Vesyoloye. La captura rusa de Snagost fue confirmada visualmente, mientras que fuentes rusas afirmaron nuevos avances a través del saliente ucraniano de Kursk.

### 16 de septiembre
Las autoridades rusas ordenaron la evacuación de los asentamientos en los distritos de Rylsky y Khomutovsky de la provincia de Kursk, que se encontraban a 15 kilómetros de la frontera con Ucrania.
El Ministerio de Defensa ruso afirmó haber recuperado los pueblos de Borki y Uspenovka.

### 18 de septiembre
Las fuerzas armadas ucranianas afirman haber frenado la contraofensiva rusa en el sector de Kursk, si bien las tropas rusas logran todavía algunos avances.

### 24 de septiembre
Alaudinov dijo que sus fuerzas habían retomado 12 asentamientos en la región de Kursk desde el inicio del contraataque ruso; se confirmó visualmente que 11 de ellos habían sido recapturados por las fuerzas rusas.

### 9 de octubre
El Ministerio de Defensa ruso afirmó que las fuerzas rusas habían recuperado el control sobre Pokrovsky y Novaya Sorochina en el distrito de Sudzhansky.

### 10 de octubre
Las fuerzas rusas dieron un paso importante en su contraofensiva en el óblast de Kursk. Los ataques rusos al saliente en los meses siguientes fueron llevados a cabo cada semana por las mismas brigadas y regimientos, y con gran cantidad de blindados. Hubo informes de un desolado atacante de tropas ucranianas en el distrito de Glushkovsky después de un cerco estratégico.
DeepStateMap.Live informó que nueve "operadores de drones y contratistas" ucranianos fueron baleados después de rendirse a las fuerzas rusas.

### 11 de octubre
Las fuerzas rusas avanzaron hacia las aldeas de Veseloye y al norte de Lyubimovka.

### 14 de octubre
Apti Alaudinov afirmó que Rusia había recuperado alrededor de la mitad del territorio ocupado por Ucrania. Esto fue corroborado por el ISW, que dijo que las imágenes geolocalizadas podían confirmar que el 46% había sido recapturado.

### 10 de noviembre
En preparación para una nueva fase de contraofensiva, se estaban concentrando en la región de Kursk alrededor de 50.000 soldados, ninguno de los cuales tuvo que ser desviado del este de Ucrania. Según se informa, entre ellos había infantería ligera norcoreana, que estaba siendo entrenada para combatir fuera de la línea del frente, y cuya presencia total en la región ascendía a 10 000 hombres. Según funcionarios ucranianos, esta fuerza probablemente atacaría en cuestión de días. En una conferencia de prensa celebrada el 12 de noviembre, el portavoz adjunto del Departamento de Estado de los Estados Unidos, Vedant Patel, dijo en una conferencia de prensa que "la mayoría" de los más de 10.000 soldados norcoreanos que habían sido enviados al este de Rusia habían sido desplegados en la línea del frente de Kursk.

### 11 de noviembre
La 95.ª Brigada de Asalto Aerotransportado ucraniana afirmó haber repelido un asalto de la 810.ª Brigada de Marines rusa, matando a 100 personas e hiriendo a 100 en dos días, al tiempo que destruyó 28 piezas de equipo.

#### 20 de noviembre
La 80.ª Brigada de Asalto Aéreo de Ucrania afirmó haber capturado a 26 soldados rusos en una sola batalla en el óblast de Kursk.

#### 5 de diciembre
La SSO ucraniana afirmó haber tendido una emboscada a un pelotón de infantería naval ruso de 20 marines y tres vehículos blindados, destruyendo dos de ellos. Ese mismo día, un comandante de brigada ucraniano afirmó que se habían capturado 11 prisioneros de guerra de la 11.ª Brigada VDV rusa.

#### 11 de diciembre
El Ministerio de Defensa de Rusia afirmó que las tropas rusas habían liberado Darino y Plekhovo en el distrito de Sudzhansky. Al 16 de diciembre de 2024, no estaba claro qué lado, si alguno, tenía Plekhovo.

#### 12 de diciembre
Rusia declaró que había recuperado el control sobre Novoivanovka.

### 2025

#### Enero
El 5 de enero, el Ministerio de Defensa ruso informó de que las fuerzas ucranianas habían lanzado una nueva ofensiva en la región de Kursk alrededor de las 9:00 hora de Moscú, y los blogueros ucranianos también sugirieron que se estaba llevando a cabo una operación. Según los blogueros militares rusos, el ataque ucraniano se lanzó desde Sudzha en dirección a los pueblos de Berdin y Bolshoye Soldatskoye. Rusia afirmó que estos intentos ofensivos habían sido repelidos. 
Las fuerzas ucranianas avanzaron a través de los campos al sur de Berdin hacia la parte sur del asentamiento. Los blogueros rusos afirmaron que Ucrania había lanzado ofensivas hacia Leonidovo y cerca de Pushkarnoye. Los mapas de los blogueros rusos indicaban que Ucrania controlaba los pueblos de Cherkasskoye Porechnoye, Martynovka y Mikhaylovka, había entrado en Novosotnitsky y había avanzado cerca de Novaya Sorochina y Yamskaya Step. Algunos blogueros militares rusos dijeron que la ofensiva era posiblemente una finta para una futura ofensiva más grande. 
Las fuerzas rusas contraatacaron simultáneamente al sureste de Sudzha, logrando avances confirmados en Makhnovka, y avanzaron a través de una carretera al oeste de Malaya Loknya. 
El 6 de enero, las imágenes geolocalizadas publicadas confirmaron los recientes avances de las fuerzas ucranianas en el sur de Berdin, el centro de Russkoye Porechnoye y el centro de Novosotnitsky. Fuentes rusas afirmaron que Leonidovo había sido recapturada.
El 7 de enero, las imágenes geolocalizadas publicadas mostraron que Berdin y Novosotnitsky habían sido liberadas de los ataques ucranianos, así como de los avances rusos cerca de otros cuatro asentamientos en el óblast de Kursk. Fuentes rusas dijeron que Staraya Sorochina, Russkoye Porechnoye, Kositsa y Makhnovka habían sido recapturadas.
Ucrania confirmó que las fuerzas ucranianas siguen realizando ofensivas en la región de Kursk. 
El 8 de enero, imágenes geolocalizadas mostraron que las fuerzas rusas habían ingresado a Nikolayevka, al noroeste de Sudzha, desde el oeste.
El 9 de enero, en medio de los crecientes esfuerzos rusos por recuperar territorio en la región de Kursk, las fuerzas rusas retomaron las localidades de Alexandriya y Leonidovo, como lo confirman las imágenes geolocalizadas de un asalto del tamaño de un batallón realizado en la zona. Se confirmaron más avances cerca de dos asentamientos al noroeste de Sudzha. Fuentes rusas afirmaron que también se habían recuperado Pogrebki, Maryevka y Naidenov. Mientras tanto, se confirmó que las fuerzas ucranianas habían avanzado en Nikolayevka, al noroeste de Sudzha.
El 27 de enero, el Ministerio de Defensa ruso afirmó que las fuerzas rusas habían recuperado el pueblo de Nikolayevo-Darino.

### Febrero
El 1 de febrero, las fuerzas rusas lanzaron un ataque aéreo contra un internado en Sudzha, matando a cuatro personas según las autoridades ucranianas. Imágenes geolocalizadas indicaron que Ucrania capturó las aldeas de Kolmakov y Fanaseyevka el 6 de febrero. 
El 7 de febrero, Rusia anunció que estaba librando una nueva ofensiva ucraniana en Kursk, y Putin admitió que la situación era “muy difícil” durante una reunión con gobernadores regionales. Ucrania dijo que estaba dispuesta a ofrecer un corredor humanitario para los civiles, pero afirmó que no había recibido correspondencia de Rusia, y Zelensky acusó a Rusia de “indiferencia” ante el destino de sus ciudadanos. 
El 17 de febrero, el Ministerio de Defensa ruso dijo que las fuerzas rusas habían recuperado varias localidades a lo largo de febrero: Sverdlikovo el 17 de febrero, Orlovka y Pogrebki el 26 de febrero, Nikolski el 27 de febrero y Novaya Sorochina el 28 de febrero. 

### Marzo
A comienzos de marzo de 2025, la agencia de noticias Reuters informó de que analistas militares creían que las fuerzas ucranianas remanentes en Kursk podían verse rodeadas después de que entre el 5 y 7 de marzo cediesen casi todo el territorio controlado al norte y este de Sudzha. El avance de las fuerzas rusas, se debió en parte a la infiltración de varios grupos de combate de las fuerzas especiales rusas a través del oleoducto Soyuz, que sorprendió a varias guarniciones ucranianas; aunque uno de los grupos que más se adelantaron, 100 militares rusos, llegaron casi a las afueras de Sudzha donde fueron emboscados por efectivos de la 82.ª Brigada de Asalto ucraniana, según apuntaron algunos medios, la 82.ª Brigada podía haber estado al corriente de este grupo debido al pedido en abierto de máscaras de gas a través de grupos de Telegram prorrusos.
Los siguientes días se sucedieron mensajes sobre el mantenimiento del avance ruso en la zona en la que a primeros de mes se calculaba que la fuerza ucraniana restante suma 10 000 efectivos. El 12 de marzo, Vladímir Putin visitó una base militar en la región de Kursk junto a Valeri Guerásimov, de la que no transgredió el nombre ni la localización. El 13 de marzo por la mañana, el Ministerio de Defensa ruso aseguró haber tomado Sudzha, capital de la administración de ocupación ucraniana, tras reportar 32 ataques en la zona desde la tarde anterior.
Según la BBC, soldados ucranianos en la zona confirmaron los avances rusos en Kursk entre el 9 y el 12 de marzo, así como la retirada ucraniana de Sudzha e inminente abandono del frente de Kursk. Según la misma fuente, Rusia habría movilizado unidades del frente de Donetsk para aunar una fuerza cercana a los 70 000 soldados con el fin de retomar el territorio controlado por Ucrania en Kursk. La ofensiva rusa coincidió con una llamada telefónica entre Putin y Trump.
El 15 de marzo, el think tank estadounidense, Instituto para el Estudio de la Guerra, afirmó, citando fuentes rusas, que las fuerzas rusas habían tomado el control de Gogolevka y estaban despejando Guyevo, mientras que las fuerzas ucranianas mantenían posiciones en Oleshnia y Gornal. Funcionarios ucranianos afirmaron que los rusos estaban concentrando fuerzas a lo largo de la frontera para un ataque contra el óblast de Sumy, aunque afirmaron que no existía riesgo sobre la propia ciudad de Sumy. El Ministerio de Defensa ruso reivindicó la recuperación de los asentamientos de Rubanshchina y Zaoleshenka.

### Abril
Para el 1 de abril prácticamente habían perdido ya todas las localidades anteriormente controladas, y el ejército ruso se empezó a internar en el óblast de Sumy.
El 19 de abril, el jefe del Estado Mayor del Ejército ruso, el general Valeri Guerásimov, aseguró que la región rusa de Kursk estaba liberada al 99,5 %. El anunció se produce después de que las tropas rusas expulsaran a las fuerzas ucranianas de la localidad de Oleshnya.  El 22 de abril, The Telegraph informó que, tras una batalla de 10 días, las fuerzas rusas recuperaron el Monasterio de San Nicolás Belogorsky en Gornal, una de las últimas posiciones ucranianas que aún conservaban en el óblast de Kursk.
El 26 de abril, el Estado Mayor del Ejército de Rusia anunció el final de la «operación de liberación» de Kursk, con la toma de la localidad de Gormal, la última zona poblada de la región aún ocupada por las tropas ucranianas. Por su parte el gobierno ucraniano, dijo que si bien las fuerzas ucranianas estaban en una «posición difícil», aún resistían el cerco y continuaban rechazando los ataques rusos.
El 28 de abril la agencia de noticias estatal de Corea del Norte, KCNA, reconoció por primera vez que soldados norcoreanos ayudaron a las fuerzas rusas a «liberar completamente» la región fronteriza de Kursk, según una orden dada por el líder Kim Jong Un. Este anuncio se produce poco después de que el jefe del Estado Mayor ruso, Valeri Guerásimov, elogiara el «heroísmo» de las tropas norcoreanas durante la contraofensiva rusa.

### Mayo
El 2 de mayo, el Ministerio de Defensa ruso indicó en un mensaje en Telegram que las tropas rusas estaban creando una «zona de seguridad» en las zonas fronterizas de Sumi».

## Reacciones

### Rusia

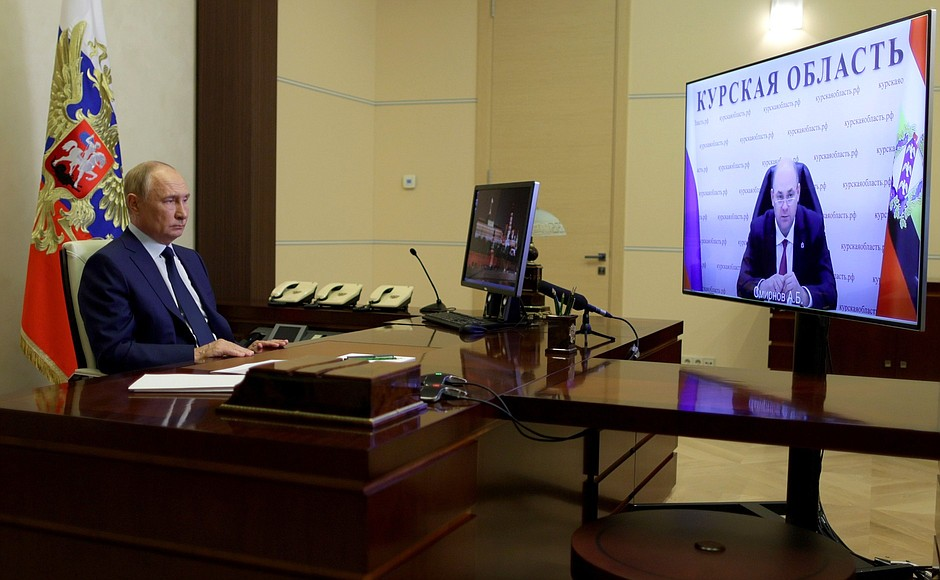
Vladímir Putin conversa con el gobernador de Kursk sobre la situación en relación con la incursión ucraniana.

El Ministerio de Defensa ruso afirmó el 6 de agosto que el ataque había sido repelido. El ministerio afirmó: «Después de sufrir pérdidas, el grupo de sabotaje ucraniano se retiró a su territorio, mientras que algunos de los combatientes intentaron establecer una posición en el territorio adyacente a la frontera estatal, donde fueron bloqueados por unidades del ejército ruso».
El presidente Vladímir Putin describió la incursión de las AFU en el óblast de Kursk como una «provocación a gran escala». Acusó al «régimen de Kiev» de «disparar indiscriminadamente diversos tipos de armas, incluidos misiles, contra edificios civiles, casas y ambulancias». Putin afirmó que planea reunirse con los jefes de los organismos de seguridad, el Ministerio de Defensa y el FSB. El expresidente ruso y vicepresidente del Consejo de Seguridad de Rusia, Dmitri Medvédev, emitió un comunicado diciendo que la incursión hizo que «Esta [guerra] ya no sea sólo una operación para retomar nuestros territorios oficiales y castigar a los nazis. Es posible y necesario ir a las tierras de la Ucrania aún existente. A Odesa, a Járkov, a Dnipró, a Nicolaiev, a Kiev y más allá» y que «La actual campaña militar también terminará con la victoria incondicional de Rusia».
Tras el ataque del HIMARS que, según se informó, destruyó un batallón ruso en la noche del 9 de agosto, y en el que se reportó la muerte de entre 500 y 1000 soldados, numerosos blogueros militares rusos y otros medios de comunicación respondieron con indignación. Muchos de ellos pidieron que se castigara a los comandantes que autorizaron el movimiento de la columna con la pena de muerte, como el analista militar ruso Roman Alekhine, que escribió que «necesitamos ejecuciones». Mientras tanto, el blog «The Two Majors» escribió «quien haya dado la orden de mover columnas en la zona... debería ser sentenciado según la ley militar». El canal de televisión «Thirteenth», que tiene vínculos con el Grupo Wagner, calificó a los responsables de «criaturas sin cerebro». Agregando además que «en el tercer año de la guerra, hasta un mono podría ser entrenado, pero no un general del Estado Mayor del Ministerio de Defensa [ruso] que dio las órdenes de semejante marcha suicida en la zona de primera línea».

### Ucrania
El jueves 8 de agosto, por la mañana, el Ministerio de Defensa, el Estado Mayor y la Dirección Principal de Inteligencia de Ucrania todavía mantenían silencio acerca del ataque. El jefe del «Centro de Lucha contra la Desinformación de Ucrania», Andriy Kovalenko, refutó las afirmaciones rusas de que la situación en la frontera estuviera bajo control y afirmó: "Rusia no controla la frontera.
El asesor del presidente ucraniano Volodímir Zelenski, Myjailo Podolyak, emitió la primera declaración en nombre de Ucrania que no reconocía ningún ataque ucraniano, pero describió la incursión como un levantamiento del pueblo ruso contra Vladímir Putin. Podolyak dijo que los ataques «ofrecen una oportunidad de ver cómo los rusos comunes se relacionan con las autoridades actuales en Rusia», pero que «los rusos no saldrían con flores a saludar a los tanques anti-Putin» debido al apoyo público a la guerra. Ese mismo 8 de agosto, a las siete de la tarde, hora local, Volodímir Zelenski, reconocía a través de su página web la autoría ucrania de la incursión: «Rusia trajo la guerra a nuestra tierra, y debe sentir lo que ha hecho. Nos esforzamos por alcanzar nuestros objetivos lo antes posible en tiempos de paz, en condiciones de paz justas. Y así será».
El 21 de agosto, Censor Net, medio ucraniano considerado próximo al destituido general Valerii Zaluzhnyi, criticó la ofensiva de Kursk por haber desguarnecido el frente de Donetsk donde se estaba librando la batalla principal, afirmando que «50 Sudzhas no valen ni un Pokrovsk, ni un Mirnogrado ni un Selídove».El 2 de septiembre, Bogdan Krotevich, máximo comandante de la Brigada Azov, abundó en la misma opinión, recomendando evacuar el saliente de Kursk y concentrarse en Donetsk.

### Estados Unidos
El gobierno estadounidense niega haber tenido conocimiento previo de la ofensiva ucraniana.Zelenski afirma que no compartieron el secreto de la ofensiva con los estadounidenses para coger desprevenidos a los rusos.
El director de la CIA, Bill Burns, alabó la ofensiva llamándola «un logro táctico significativo» y «un chute de moral para los ucranianos».

## Análisis
La sorpresiva ofensiva ucraniana en la región fronteriza rusa de Kursk sugiere un intento de cambiar el impulso contra Rusia. Esta acción, no confirmada oficialmente por los líderes ucranianos, ha generado críticas de analistas que cuestionan la sabiduría estratégica de desplegar tropas ya tensas en territorio ruso.
El ataque se interpreta como una respuesta desafiante a la estrategia de Rusia de ampliar la línea del frente, particularmente con la intensificación de los combates alrededor de Járkov. Según Rob Lee, investigador principal del programa Eurasia del Instituto de Investigación de Política Exterior, esta ofensiva ha estirado aún más las fuerzas de Ucrania, reduciendo sus reservas para contrarrestar los avances rusos hacia Pokrovsk, Chásiv Yar y Toretsk.
Matthew Savill, director de ciencias militares del Royal United Services Institute (RUSI), afirmó con respecto a la incursión que «no es la primera incursión en Rusia, pero creo que es la primera a esta escala con fuerzas convencionales, en lugar de representantes [o] grupos de 'resistencia'». Savill también evaluó que las incursiones anteriores en Kursk y Bélgorod estaban diseñadas para investigar los puntos débiles de Rusia, y que el objetivo general de la incursión es desmantelar la capacidad de Rusia para canalizar más tropas hacia el frente de Járkov y que «Es poco probable que el plan sea tomar en serio la propia ciudad de Kursk o intentar conservar vastas extensiones de territorio ruso».
Nico Lange, exjefe de personal del Ministerio de Defensa de Alemania, afirmó que la incursión probablemente «establecería una posición de negociación y proporcionaría ayuda en otras líneas del frente» y que es poco probable que las fuerzas ucranianas planeen mantener territorios en Kursk durante largos períodos de tiempo.
El general polaco retirado y ex comandante de las fuerzas especiales, Roman Polko, afirmó que «es bueno que Ucrania esté tomando medidas que sorprendan a los rusos» y que «Ucrania está en una posición defensiva y no puede llevar a cabo una operación para expulsar a Rusia del regiones ocupadas, pero Ucrania se está defendiendo de manera activa», y que «no se puede permitir que los rusos preparen cómodamente nuevos ataques».

## Bajas
Rusia afirmó que seis tanques ucranianos y diez vehículos blindados se perdieron en el enfrentamiento inicial del 6 de agosto. El gobernador interino de la óblast de Kursk, Alekséi Smirnov, afirmó que 26 vehículos aéreos no tripulados ucranianos fueron derribados en la zona. Rusia afirmó más tarde, el 6 de agosto, que Ucrania había perdido 260 soldados, seis tanques y otros 15 vehículos blindados. Ucrania afirmó que sus fuerzas habían derribado un Ka-52 y un helicóptero Mi-28.
La emisora estatal rusa Rossiya 24 anunció que uno de sus reporteros, Yevgueni Poddubny, resultó herido en un ataque con drones a su vehículo mientras informaba sobre los combates en las zonas afectadas el 7 de agosto. El 9 de agosto Rusia aumentó la cifra de perdidas ucranianas a 945 soldados y 102 vehículos blindados, aunque esto no pudo verificarse.